# Balabit
Компания BalaBit IT Security основана в 1996 году, и специализируется на разработке программного обеспечения и сервисов для информационной безопасности.

## История
BalaBit IT Security была основана в 1996 году и начала с разработки файрвола, действующего на прикладном уровне, под названием Zorp. Главный офис компании BalaBit расположен в Будапеште, Венгрия, имеются также филиалы в Мюнхене (Германия), США, Канаде, Италии, Франции и большое количество партнеров и реселлеров на всех пяти континентах.

## Продукты

### BalaBit Shell Control Box
Shell Control Box (SCB) это инструмент (устройство) для инспекции административных протоколов, который может использоваться для контроля и аудита удаленного доступа к системе. Он может записывать и воспроизводить действия администраторов, которые управляют серверами удаленно через SSH, RDP, Telnet, или VNC протоколы. SCB доступен как аппаратное или виртуальное устройство. На территории СНГ данный продукт был успешно внедрен компанией МТС.

### syslog-ng OSE/PE
syslog-ng это одно из самых популярных syslog-приложений для разных UNIX-систем. BalaBit предоставляет две разные версии syslog-ng: бесплатную OSE версию по лицензии GPL и коммерческую Premium Edition (PE). Платная поддержка доступна для обеих версий. За последние десять лет syslog-ng стал наиболее распространенным приложением для регистрации системных событий в Unix/Linux системах, в числе пользователей этого приложения Boeing, NASA.

### BalaBit syslog-ng Store Box
Syslog-ng store box (SSB) это устройство, основанное на syslog-ng с функционалом сбора логов, перенаправления, маршрутизации логов и их классификации.

### Zorp GPL/Professional
Zorp это новый этап в разработке файрволов, который отличается от традиционных технологий: полная фильтрация на прикладном уровне, модульность и высокая производительность. Zorp предлагает решения для администраторов по защите периметра внутренней сети. Zorp есть как в коммерческой, так и в бесплатной версии, доступной по лицензии GPL.

## Сертификаты
BalaBit получил сертификат DIN EN ISO 9001:2008 в 2005 году.

## Награды
В 2009 году BalaBit получил награды Deloitte Fast 500 EMEA, и Technology Fast 50 Central Europe.

## Временная шкала
- 1996 — Основана компания BalaBit.
- 1998 — BalaBit разрабатывает программное обеспечение для анализа лог-файлов syslog-ng, заменяющее syslogd в UNIX-системах. Syslog-ng выпущен как программное обеспечение с открытым исходным кодом.
- 1999 — Syslog-ng входит в дистрибутив Debian Linux.
- 2000 — Основана BalaBit LTD.
- 2000 — Выпуск файрвола прикладного уровня, Zorp.
- 2001 — Выпуск коммерческой версии файрвола, Zorp (Professional), версия 1.4.
- 2002 — Zorp GPL входит в дистрибутив Debian GNU/Linux.
- 2002 — Представлена вторая версия Zorp 2 с графической системой управления.
- 2003 — Zorp представлен на международном рынке на выставке CeBIT. Zorp получил титул «Самое инновационное решение для бизнеса» на IT2003 Conference and Exhibition в Венгрии.
- 2004 — IDC объявляет о том, что BalaBit IT Security заняло более 27 рынка файрволов в Венгрии.
- 2005 — Zorp сертифицирован ICSA Labs.
- 2006 — BalaBit IT Security и Sun Microsystems выпускают BalaBit Shell Control Box.
- 2007 — BalaBit выпускает syslog-ng Premium Edition.
- 2008 — Год международного прорыва — BalaBit получил клиентов на всех населенных континентах. В конце года выпущено устройство syslog-ng Store Box.
- 2009 — BalaBit отмечен в списке Deloitte Technology Fast 500 EMEA, который включает в себя самые быстроразвивающиеся компании в Европе, Ближнем Востоке и Африке.
- 2010 — По итогам года прирост дохода компании составил 60 %, а прирост дохода от продаж Shell Control Box составил 187 %[7].
- 2011 — Shell Control Box теперь использует 64-битную операционную систему и поддерживает протокол Citrix ICA.